# Liridon Silka
Liridon Silka, född 17 juli 1990, är en svensk fotbollsspelare som spelar för Motala AIF, där han är lagkapten.

## Karriär
Silka är från Kosovo, men flyttade som tvååring med sina föräldrar till Sverige. Han började spela fotboll i LSW IF innan han till säsongen 2010 tog steget över till Motala AIF.
I januari 2015 värvades Silka av Jönköpings Södra IF, där han skrev på ett treårskontrakt. I februari 2017 värvades Silka av IFK Värnamo, där han bara blev kvar en säsong innan han värvades av Östers IF. Silka spelade endast tre ligamatcher under säsongen 2020, samtliga som inhoppare.
I februari 2021 blev Silka klar för en återkomst i Motala AIF. I januari 2023 förlängde han sitt kontrakt med två år.